# Загаркушино
Загаркушино (укр. Загаркушине) — село,
Дар-Надеждинский сельский совет,
Сахновщинский район,
Харьковская область.
Код КОАТУУ — 6324882003. Население по переписи 2001 года составляет 9 (4/5 м/ж) человек.

## Географическое положение
Село Загаркушино находится на левом берегу реки Богатая,
выше по течению на расстоянии в 1,5 км расположено село Дар-Надежда,
ниже по течению на расстоянии в 3 км расположено село Константиновка,
на противоположном берегу — село Новобогдановка.
Рядом проходит автомобильная дорога Т-2109.

## История
- 1920 — дата основания.